# Willem II van Horne
Willem II van Horne (1240 - 1304) was een edelman uit het Huis Horne. Hij was de zoon van Willem I van Horne.
Willem II was heer van Horn en Altena, maar ook van Heeze, Venloon (Loon op Zand, en een deel van Tilburg). In 1285 droeg hij het patronaatsrecht van de kerken van Heeze en Leende op aan de Abdij van Keizerbosch. Willem II nam deel aan de Achtste Kruistocht, aan de Slag bij Woeringen in 1288, en aan de Guldensporenslag in 1302 aan de zijde van de Fransen. In 1304 sneuvelde hij, samen met zijn zoon Engelbert van Horne, in de Slag bij Zierikzee.
Hij trouwde in 1270 met Agnes van Perwijs. Zij was een kleindochter van Willem Godfriedszn van Leuven heer van Perwijs en Ruisbroek (Vlaams-Brabant) de zoon van Godfried III van Leuven uit het Huis der Reiniers.
Hun kinderen waren:
- Gerard I van Horne (ca. 1270-)
- Willem III van Horne (ca. 1270-)
- Dirk van Horne (ca. 1270-)
- Engelbert van Horne (ca. 1270-1304)
- Odilia van Horne (ca. 1270-)

Willem huwde een tweede maal, met Margaretha, de dochter van graaf Arnold IV van Loon.
Kleinzoon Diederik was een van de ondertekenaars en zegelaars van de beroemd geworden keure horend bij de Blijde Inkomst in Leuven (1356) van Johanna van Brabant en Wenceslaus van Luxemburg, de nieuwe heersers van het hertogdom Brabant.